# ملا پروین همدانی
علی‌اکبر همدانی، متخلص به پروین از شاعران پرآوازه همدان، همنشین شاعران هم‌دوره خود در زمان قاجاریه بوده است. در برخی از منابع نام او علی‌اکبر و در برخی دیگر محمد قید شده ولیکن نام علی‌اکبر به درستی نزدیک‌تر است. تولد او را در سال ۱۲۳۸ هجری قمری آورده‌اند. نویسنده کتاب «بزرگان و سخن‌سرایان همدان» در مجلد دوم که در سال ۱۳۴۲ خورشیدی منتشر شد از پروین همدانی این‌گونه نقل می‌کند: «پروین شاعری ادیب و فاضل و نیک‌اعتقاد و سخن‌سنج و متدین بود، اما روزگار به تنگدستی می‌گذرانید. دیوان اشعارش بنا به قول حاج شیخ آقا بزرگ طهرانی در نزد حاج شیخ عبدالمجید همدانی موجود و مضبوط است.»

## آتشکده پروین
اثر مشهور پروین، آتشکده می‌باشد که به چاپ رسیده. طبق شناسنامه کتاب، شاعر علی‌اکبر همدانی متخلص به پروین و سال نشر ۱۳۲۴ خورشیدی از سوی کتابفروشی حافظ است. سال ولادت پروین همدانی نیز ۱۲۳۸ قمری و سال درگذشت او ۱۳۱۲ قمری قید شده است. این کتاب شعر در کتابخانه‌های سازمان اسناد و کتابخانه ملی جمهوری اسلامی ایران (تهران)، کتابخانه مجلس شورای اسلامی، کتابخانه مرکز اسناد و مرکز دائرةالمعارف بزرگ اسلامی (تهران)، سازمان کتابخانه‌ها، موزه‌ها و مرکز اسناد آستان قدس رضوی (مشهد)، کتابخانه آیت‌الله وزیری (یزد)، کتابخانه عمومی میرداماد (گرگان)، کتابخانه آستان فاطمه معصومه (قم) و کتابخانه آخوند ملاعلی همدانی در شهر همدان موجود است.
آتشکده پروین به کوشش سیداحمد هدایتی از شاعران همدانی و متخلص به سهیل با مقدمه‌ای دربارهٔ شرح مختصر زندگی او در همدان منتشر شده اشت. این کتاب اشعار مذهبی پروین همدانی را با موضوع محوری واقعه کربلا شامل می‌شود.

## شاعران هم عصر
پروین همدانی با شاعرانی به نام از جمله غبار همدانی، جاوید، مظهر همدانی و تسلیم معاصر بود و از جمله در تذکره‌های باقی‌مانده دربارهٔ شاعران این دوره یا دیوان اشعار ایشان می‌توان به آثار شعری هر کدام دست یافت. نیز یک شعر سروده پروین با گویش همدانی معروف است. احتمالاً این شعر از جمله شعرهای قدیمی به گویش همدانی باشد. دانستن واژه‌هایی که در آن روزگار در گویش همدانی استفاده می‌شده و در اصطلاح واژه‌های عامیانه و مردمی بوده است خود پژوهشی جامع و کامل می‌طلبد. در این خصوص نوشته پرویز اذکایی (سپیتمان) در توضیح گویش همدانی منتشر شده به شکل مقدمه بر مجموعه اشعار گردآوری شده از پروین، راهنماست. او طبق آنچه در کتاب بزرگان و سخن‌سرایان همدان آمده است در گورستان عمومی همدان به خاک سپرده شد.

## طبع پروین
دربارهٔ طبع روان و ذوق سرشار پروین همدانی، مهدی درخشان در کتاب خود این‌گونه نقل کرده که او در آغاز وقتی شعرهای خود را برای دیگران می‌خوانده به دلیل خوبی، روان بودن و نیکی مضامین، اشعار را سروده پروین نمی‌دانستند. به همین جهت روزی جمعی از مخالفانش سه کلمه را از واژه‌های محلی همدانی انتخاب کرده و به پروین می‌دهند تا برای آنها شعری بسراید. آن سه کلمه «ورزو، گو و مرنو» بود که از لغات محلی همدان است و احتمال استفاده آنها در آثار شعرا بسیار کم بوده. از او می‌خواهند تا یک رباعی بسراید و سه کلمه مذکور را قافیه سازد. ورزو به فتح اول و ثالث در میان مردم همدان به معنی قوی و ورزیده و بسیار ستبر است. گو، به فتح اول تلفظ محلی گاو است. مر نو به کسر اول و فتح ثالث آواز مخصوص گربه‌ها را گویند، چنانچه شیهه و عرعر و عف عف نام صدای اسبان و خران و سگان باشد. به کار بردن کلماتی از اینگونه خاصه اگر به ظاهر از لغات عامیانه و دارای معانی مخصوص باشند، چون چندان با شعر و ادب و احساسات لطیف سازگار نیست، امری دشوار است ولی پروین پس از اندک تأملی فی‌المجلس رباعی زیر را در برابر تقاضای مدعیان سرود و با خواندن آن همه شنوندگان و مخالفان را به تحسین و شگفتی واداشت:
| ای دل تو اگر سیامک استی، ورزو |  | ور سام نریمانی و ور رستم‌گو |
| بالله چو اسیر عشق گردی گردد   |  | افسانه مجنون بنی عامر نو   |

درخشان در پاورقی این داستان می‌نویسد:
«برای نگارنده یقین کامل حاصل نگردید که این واقعه تا چه حد با حقیقت مقرون است و آیا پروین این رباعی را برای طبع‌آزمایی سروده است یا نه؟ هر چه هست مطلب بدان نحو که در متن مندرج است در بین مطلعین مردم همدان مشهور و به پروین همدانی منسوب است.»
اشعار پروین عموماً ساده و روان و دارای مضامین خوب است و غالباً از لطف طبع و پختگی وی حکایت می‌کند. ترکیبات و تشبیهات و کنایات و استعاراتی که به کار برده است، شعر او را از فصاحت و سادگی خارج نساخته و معنی را پیچیده و دشوار نکرده است. پروین را می‌توان از پیروان بازگشت شعر به سبک شعرای متقدم به‌شمار آورد.
قاسم برنا نویسنده و پژوهشگر در نگارش شرح حال نویسندگان و شاعران همدانی نوشته‌ها و مقاله‌هایی دربارهٔ پروین همدانی دارد که در نشریات مختلف از جمله هگمتانه منتشر شده است. مجموعه غزلیات صابر و پروین همدانی نیز به کوشش محمود توحیدی‌امین در سال ۱۳۸۶ از سوی انتشارات راز قلم به بازار نشر آمده و در اختیار علاقه‌مندان شعر فارسی است.

## شعر محلی همدانی
از پروین، شعری مشهور با نام اصطلاحات زنان به جای مانده که در آن به معرفی اخلاقیات زنان همدانی می‌پردازد:
| کرده خواهش ز من آن مه عمل دشواری      |  | اصطلاحات زنان همدان را باری          |
| وخی اُمّاج بمال دخدِرِ عید آمد آخه        |  | قِرچِمانه زِده آخه چِقِذر رو داری؟        |
| حالا چنگول می‌گیری نِکّه به رودات اِفداد؟ |  | اما شی مٍثدِ بووای گور به گورت بی عاری |
| دیه ای شالمه شیه شِرتی کنان هشتی سِرِت   |  | اینه هشتی که بگن ینی توُنم دین داری؟  |
| پِسِره رد شو برو واسّادی اینجا شی کنی    |  | هی میزُلّانی بِشُم چشماته بایقوچ واری    |
| سِرِ بام نِشده بودی شی بُکُنی ای سِرخور     |  | چشمِت افداده به اربایم بِنه بازاری؟    |
| آش پَلته مُخوُری پِتِّ پیلِت پَندُمیده         |  | هی ماقِت می‌چینه، هی همه روزه بیماری   |
| شُوَرُم شُو زِدَتُم لَمِّمه سِی کوُ شی شده        |  | خوشِ حال تو که اَ روی شُوَر بیزاری       |
| روز سینزَه قوزولهٔ تِج می‌وِریم هَف‌لانجین   |  | خش نکن خانه‌مه کردُم هِمه رِ گِردواری     |
| اَکِّ هِی شی شده باز، مِگه دایزَت زِدِتِت؟     |  | دامُلا بِشنَفه می‌پِلمانِتِش گِو واری        |

### ترجمه
1. از من خواسته است آن ماه، کاری دشوار که اصطلاحات زنان همدان را برایش بازگو کنم.
2. برخیز ای دختر وسایل آش اُماج (آشی که از آرد گندم تهیه می‌شود) را آماده کن، بلا گرفته آخر چقدر روی تو زیاد است؟
3. حالا نیشگون می‌گیری زخم به روده‌هایت افتاد؟ اما چه؟ تو هم مثل پدر گور به گور شده ات بیعار هستی.
4. این دستار چیست که با ناز و افاده بر روی سرت گذاشتی؟ این را گذاشته‌ای که به گویند تو هم دیندار هستی؟
5. ای پسر گذر کن و برو اینجا ایستاده‌ای چکار کنی با آن چشمهایت مانند جغد به من نگاه می‌کنی؟
6. لب بام نشسته بودی که چکار بکنی ای کسی که وجودت مایه مرگ دیگران است؟ نکند چشمت افتاده است به ابراهیمِ بنه بازاری (یکی از محلات همدان نزدیک آرامگاه باباطاهر)؟
7. آش بلغور می‌خوری و لب و دهانت باد کرده است، همیشه کنج چشمت لاغر است و بیمار هستی.
8. شوهرم دیشب مرا زده است ران و کفل مرا نگاه کن ببین چه شده است، خوش به حال تو که از روی شوهر بیزار هستی.
9. روز سیزده بدر کوزه کوچک که محتوی سرکه است برمی‌داریم و می‌رویم هفت لانجین (محله ای در همدان)، عصبانی نشو خانه‌مان را تمیز و مرتب کرده‌ام.
10. ای بابا باز چطور شده است مگر زن داداشت ترا زده؟ برادر بزرگمان بشنود به کثافت آلوده اش می‌کند!